# Llista de topònims d'Alfés
Llista de topònims (noms propis de lloc) del municipi d'Alfés, al Segrià
Informació actualitzada per un bot. Els canvis manuals es perdran quan s'actualitzi!

## cabana
| imatge | Nom                        | Ubicat a | instància de | Detalls | coordenades                                                          | Protecció | Commons (més fotos) | Dades a WD                    |
| ------ | -------------------------- | -------- | ------------ | ------- | -------------------------------------------------------------------- | --------- | ------------------- | ----------------------------- |
|        | corral del Pla de la Mosca | Alfés    | cabana       |         | 41° 28′ 58″ N, 0° 40′ 20″ E / 41.4827085276779°N,0.672355173678682°E |           |                     | Modifica les dades a Wikidata |
|        | era del Marcelet           | Alfés    | cabana       |         | 41° 30′ 58″ N, 0° 38′ 32″ E / 41.5160134948331°N,0.642246451035255°E |           |                     | Modifica les dades a Wikidata |
|        | pleta del Pla              | Alfés    | cabana       |         | 41° 29′ 35″ N, 0° 38′ 14″ E / 41.4929555309787°N,0.637357336108411°E |           |                     | Modifica les dades a Wikidata |

## casa
| imatge | Nom                  | Ubicat a | instància de | Detalls                                                               | coordenades                                                                                           | Protecció                                  | Commons (més fotos)  | Dades a WD                    |
| ------ | -------------------- | -------- | ------------ | --------------------------------------------------------------------- | --- | ------------------------------------------ | -------------------- | ----------------------------- |
|        | Ca l'Almenara        | Alfés    | casa         | Estil: arquitectura popular                                           | 41° 31′ 19″ N, 0° 37′ 10″ E / 41.521904°N,0.619566°E                                                  | bé integrant del patrimoni cultural català |                      | Modifica les dades a Wikidata |
|        | Cal Gort             | Alfés    | casa         | Estil: arquitectura popular                                           | 41° 31′ 19″ N, 0° 37′ 17″ E / 41.522027°N,0.621299°E                                                  | bé integrant del patrimoni cultural català |                      | Modifica les dades a Wikidata |
|        | Cal Rosa             | Alfés    | casa         | Estil: arquitectura popular                                           | 41° 31′ 22″ N, 0° 37′ 16″ E / 41.522654°N,0.621143°E                                                  | bé integrant del patrimoni cultural català |                      | Modifica les dades a Wikidata |
|        | Casa de les Doctores | Alfés    | casa         | Estil: arquitectura del Renaixement arquitectura popular 16th century | 41° 31′ 19″ N, 0° 37′ 13″ E / 41.522001°N,0.620326°E ca:C. Verge de Montserrat, 7, la Vileta 229 msnm | bé cultural d'interès local                | Casa de les Doctores | Modifica les dades a Wikidata |

## església
| imatge | Nom                   | Ubicat a | instància de | Detalls                      | coordenades                                          | Protecció                   | Commons (més fotos)   | Dades a WD                    |
| ------ | --------------------- | -------- | ------------ | ---------------------------- | ---------------------------------------------------- | --------------------------- | --------------------- | ----------------------------- |
|        | Sant Pere d'Alfés     | Alfés    | església     | Estil: arquitectura romànica | 41° 31′ 22″ N, 0° 37′ 14″ E / 41.522753°N,0.620581°E | bé cultural d'interès local | Sant Pere d'Alfés     | Modifica les dades a Wikidata |
|        | Sant Salvador d'Alfés | Alfés    | església     | Estil: arquitectura popular  | 41° 31′ 18″ N, 0° 37′ 28″ E / 41.521572°N,0.624417°E | bé cultural d'interès local | Sant Salvador d'Alfés | Modifica les dades a Wikidata |

## masia
| imatge | Nom                 | Ubicat a | instància de | Detalls                     | coordenades                                                          | Protecció                                  | Commons (més fotos) | Dades a WD                    |
| ------ | ------------------- | -------- | ------------ | --------------------------- | -------------------------------------------------------------------- | ------------------------------------------ | ------------------- | ----------------------------- |
|        | Can Ramon           | Alfés    | masia        |                             | 41° 31′ 06″ N, 0° 37′ 10″ E / 41.5182899619278°N,0.619419097254964°E |                                            |                     | Modifica les dades a Wikidata |
|        | Mas de les Cadolles | Alfés    | masia        |                             | 41° 30′ 27″ N, 0° 39′ 03″ E / 41.5074727772853°N,0.650919607181983°E |                                            |                     | Modifica les dades a Wikidata |
|        | Mas del Curandero   | Alfés    | masia        |                             | 41° 29′ 37″ N, 0° 37′ 15″ E / 41.493714625188°N,0.62091432414276°E   |                                            |                     | Modifica les dades a Wikidata |
|        | Mas del Flari       | Alfés    | masia        |                             | 41° 32′ 43″ N, 0° 37′ 34″ E / 41.5454141346721°N,0.626228402156819°E |                                            |                     | Modifica les dades a Wikidata |
|        | Mas del Mas         | Alfés    | masia        |                             | 41° 29′ 01″ N, 0° 39′ 10″ E / 41.4837341177591°N,0.652807665471915°E |                                            |                     | Modifica les dades a Wikidata |
|        | Mas del Pere Anton  | Alfés    | masia        |                             | 41° 29′ 41″ N, 0° 39′ 07″ E / 41.494833144789°N,0.652071383047591°E  |                                            |                     | Modifica les dades a Wikidata |
|        | Mas del Sastre      | Alfés    | masia        |                             | 41° 31′ 43″ N, 0° 39′ 02″ E / 41.5285314780864°N,0.650553103260326°E |                                            |                     | Modifica les dades a Wikidata |
|        | Mas del Xopera      | Alfés    | masia        |                             | 41° 29′ 17″ N, 0° 39′ 53″ E / 41.4879587664746°N,0.664776775991944°E |                                            |                     | Modifica les dades a Wikidata |
|        | Mas del Xurret      | Alfés    | masia        |                             | 41° 29′ 45″ N, 0° 39′ 08″ E / 41.4957020233473°N,0.652279574699473°E |                                            |                     | Modifica les dades a Wikidata |
|        | Masia de Vinfaro    | Alfés    | masia        | Estil: arquitectura popular | 41° 32′ 10″ N, 0° 37′ 51″ E / 41.53609°N,0.63091°E Vinfaro           | bé integrant del patrimoni cultural català |                     | Modifica les dades a Wikidata |

## muntanya
| imatge | Nom                  | Ubicat a     | instància de | Detalls | coordenades                                                                     | Protecció | Commons (més fotos) | Dades a WD                    |
| ------ | -------------------- | ------------ | ------------ | ------- | ------------------------------------------------------------------------------- | --------- | ------------------- | ----------------------------- |
|        | Tossal Gros (Alcanó) | Alcanó Alfés | muntanya     |         | 41° 28′ 49″ N, 0° 38′ 36″ E / 41.4803°N,0.643275°E 309.5 msnm                   |           |                     | Modifica les dades a Wikidata |
|        | Tossal Gros (Alfés)  | Alfés        | muntanya     |         | 41° 30′ 33″ N, 0° 36′ 57″ E / 41.509255°N,0.615871°E 251.8 msnm                 |           |                     | Modifica les dades a Wikidata |
|        | Tossal de Vinfaro    | Alfés        | muntanya     |         | 41° 32′ 15″ N, 0° 37′ 38″ E / 41.537480555555554°N,0.627261111111111°E 238 msnm |           |                     | Modifica les dades a Wikidata |

## peixera
| imatge | Nom                     | Ubicat a | instància de | Detalls                     | coordenades                                          | Protecció                                  | Commons (més fotos) | Dades a WD                    |
| ------ | ----------------------- | -------- | ------------ | --------------------------- | ---------------------------------------------------- | ------------------------------------------ | ------------------- | ----------------------------- |
|        | Resclosa Gran riu Set   | Alfés    | peixera      | Estil: arquitectura popular | 41° 31′ 17″ N, 0° 38′ 43″ E / 41.521501°N,0.645147°E | bé integrant del patrimoni cultural català |                     | Modifica les dades a Wikidata |
|        | Resclosa Petita riu Set | Alfés    | peixera      | Estil: arquitectura popular | 41° 31′ 35″ N, 0° 38′ 00″ E / 41.526509°N,0.633322°E | bé integrant del patrimoni cultural català |                     | Modifica les dades a Wikidata |

## serra
| imatge | Nom                | Ubicat a | instància de | Detalls | coordenades                                                   | Protecció | Commons (més fotos) | Dades a WD                    |
| ------ | ------------------ | -------- | ------------ | ------- | ------------------------------------------------------------- | --------- | ------------------- | ----------------------------- |
|        | Serra de les Àries | Alfés    | serra        |         | 41° 31′ 32″ N, 0° 36′ 44″ E / 41.5256°N,0.612225°E 256.5 msnm |           |                     | Modifica les dades a Wikidata |
|        | serra de Vinfaro   | Alfés    | serra        |         | 41° 32′ 15″ N, 0° 37′ 38″ E / 41.5375°N,0.627264°E 238 msnm   |           |                     | Modifica les dades a Wikidata |

## Misc
| imatge | Nom                                                              | Ubicat a         | instància de                                   | Detalls                      | coordenades                                                                                               | Protecció                                                                                        | Commons (més fotos) | Dades a WD                    |
| ------ | ---------------------------------------------------------------- | ---------------- | ---------------------------------------------- | ---------------------------- | --- | ------------------------------------------------------------------------------------------------ | ------------------- | ----------------------------- |
|        | Aeròdrom d'Alfés                                                 | Alfés            | aeròdrom Ús: esports aeris aviació civil       | 1929 Superfície: 138.12ha    | 41° 32′ 59″ N, 0° 39′ 08″ E / 41.54984722°N,0.65227222°E 214 msnm                                         |                                                                                                  |                     | Modifica les dades a Wikidata |
|        | Alfés                                                            | Alfés            | entitat singular de població capital municipal | 284 hab                      | 41° 31′ 17″ N, 0° 37′ 14″ E / 41.52143°N,0.6205°E 244 msnm                                                |                                                                                                  |                     | Modifica les dades a Wikidata |
|        | Arias                                                            | Alfés            | vèrtex geodèsic                                | Alt: 1.2m                    | 41° 31′ 25″ N, 0° 37′ 07″ E / 41.523634°N,0.618565°E 258.228 msnm                                         |                                                                                                  |                     | Modifica les dades a Wikidata |
|        | Castell de Vinfaro                                               | Alfés            | castell                                        | Estil: arquitectura popular  | 41° 32′ 08″ N, 0° 37′ 47″ E / 41.535608°N,0.629748°E ca:Al tossal de Vinfaro, al nor d'Alfés 236 msnm     | bé d'interès cultural bé cultural d'interès nacional                                             | Vinfaro             | Modifica les dades a Wikidata |
|        | Conjunt d'instal·lacions de la Guerra Civil a l'Aeròdrom d'Alfés | Alfés            | edifici                                        |                              | 41° 32′ 59″ N, 0° 39′ 07″ E / 41.549802°N,0.652026°E                                                      | bé cultural d'interès local                                                                      |                     | Modifica les dades a Wikidata |
|        | Granja Almenara                                                  | Alfés            | granja                                         |                              | 41° 30′ 33″ N, 0° 37′ 18″ E / 41.509038695427°N,0.62155123065333°E                                        |                                                                                                  |                     | Modifica les dades a Wikidata |
|        | La Bassa Roja                                                    | Alfés            | zona humida                                    | Superfície: 5.67ha           | 41° 30′ 08″ N, 0° 36′ 35″ E / 41.5023°N,0.6098°E                                                          |                                                                                                  |                     | Modifica les dades a Wikidata |
|        | Molí d'oli d'Alfés                                               | Alfés            | molí Ús: trull                                 | Estil: arquitectura popular  | | bé integrant del patrimoni cultural català                                                       |                     | Modifica les dades a Wikidata |
|        | Molí fariner                                                     | Alfés            | molí d'aigua                                   | Estil: arquitectura popular  | | bé integrant del patrimoni cultural català                                                       |                     | Modifica les dades a Wikidata |
|        | Pintures rupestres d'Alfés                                       | Alfés            | jaciment arqueològic gruta amb art rupestre    |                              | 41° 30′ 58″ N, 0° 39′ 19″ E / 41.5161°N,0.6552°E                                                          | bé d'interès cultural lloc component de Patrimoni de la Humanitat bé cultural d'interès nacional |                     | Modifica les dades a Wikidata |
|        | Timoneda d'Alfés                                                 | Alfés            | indret àrea protegida                          |                              | 41° 32′ 54″ N, 0° 39′ 05″ E / 41.548269°N,0.651484°E                                                      |                                                                                                  |                     | Modifica les dades a Wikidata |
|        | Vila closa fortificada d'Alfés                                   | Alfés            | vila closa                                     |                              | 41° 31′ 21″ N, 0° 37′ 12″ E / 41.522614°N,0.619998°E 243 msnm                                             | bé d'interès cultural bé cultural d'interès nacional                                             |                     | Modifica les dades a Wikidata |
|        | Vinfaro                                                          | Alfés            | assentament humà                               |                              | 41° 31′ 54″ N, 0° 37′ 29″ E / 41.531781°N,0.624664°E                                                      |                                                                                                  | Vinfaro             | Modifica les dades a Wikidata |
|        | casa consistorial d'Alfés                                        | Alfés            | casa consistorial                              |                              | 41° 31′ 17″ N, 0° 37′ 10″ E / 41.5214342°N,0.6193167°E                                                    |                                                                                                  |                     | Modifica les dades a Wikidata |
|        | els Portets                                                      | Alfés            | pont                                           |                              | 41° 29′ 35″ N, 0° 36′ 53″ E / 41.4931100623108°N,0.61474763364309°E                                       |                                                                                                  |                     | Modifica les dades a Wikidata |
|        | riu de Set                                                       | Garrigues Segrià | curs d'aigua                                   | Desemboca: Segre Llarg: 45km | 41° 21′ 12″ N, 0° 57′ 01″ E / 41.353224°N,0.950175°E 41° 33′ 52″ N, 0° 33′ 19″ E / 41.564403°N,0.555266°E |                                                                                                  | Riu de Set          | Modifica les dades a Wikidata |